# Число Бетти
Числа Бетти — последовательность инвариантов топологического пространства.
Каждому пространству {\displaystyle X} соответствует некая последовательность чисел Бетти {\displaystyle \beta _{0}(X),\beta _{1}(X),\dots }.
- Нулевое число Бетти {\displaystyle \beta _{0}(X)} совпадает с числом связных компонент;
- Первое число Бетти {\displaystyle \beta _{1}(X)} интуитивно представляет собой максимальное число разрезов этого пространства, которые можно сделать без увеличения числа компонент связности.

Число Бетти может принимать неотрицательные целые значения или бесконечность.
Для разумно устроенного конечномерного пространства (например, компактного многообразия или конечного симплициального комплекса), все числа Бетти конечны и, начиная с некоторого номера, равны нулю.
Термин «числа Бетти» был введен Анри Пуанкаре, который назвал их в честь итальянского математика Энрико Бетти.

## Определение
- k-е число Бетти {\displaystyle \beta _{k}(X)=} rank {\displaystyle H_{k}(X)},

где {\displaystyle H_{k}(X)} — k-я группа гомологий пространства X, которая является абелевой, rank обозначает ранг этой группы.
Эквивалентно, можно определить его как размерность векторного пространства Hk(X; Q), поскольку группа гомологий в этом случае является векторным пространством над Q:
- {\displaystyle \beta _{k}(X)=} dim Hk(X; Q)

Эквивалентность этих определений в простых случаях показывает теорема об универсальных коэффициентах.
В более общих случаях для данного поля F можно определить {\displaystyle \beta _{k}(X,F)}, k-е число Бетти с коэффициентами в F, как размерность векторного пространства Hk(X, F).

## Связанные определения
- Функция Пуанкаре пространства X — это производящая функция последовательности чисел Бетти пространства X:
{\displaystyle P_{X}(z)=\beta _{0}(X)+\beta _{1}(X)z+\beta _{2}(X)z^{2}+\cdots .}

## Первое число Бетти в теории графов
В топологической теории графов первое число Бетти графа G с n вершинами, m ребрами и k компонентами связности равно
{\displaystyle \beta _{1}(G)=m-n+k.\ }
Это может быть доказано непосредственно математической индукцией по числу ребер. Новое ребро либо увеличивает количество 1-циклов либо уменьшает число компонент связности.
Первое число Бетти графа совпадает с цикломатическим числом этого графа.

## Свойства
- Для конечного симплициального комплекса K группы гомологий Hk(K) являются конечно-порожденными и, следовательно, имеют конечный ранг. Если k превышает максимальную размерность симплексов K, то соответствующие группы гомологий нулевые. В этом случае
  - Эйлерова характеристика K может быть выражена следующим образом
{\displaystyle \chi (K)=\sum _{i=0}^{\infty }(-1)^{i}\beta _{i}(K)}
  - Функция Пуанкаре является многочленом.
- Согласно теореме Кюннета для любых двух пространств X и Y, верно следующее соотношение для функций Пуанкаре

{\displaystyle P_{X\times Y}=P_{X}P_{Y},}
- Если X — замкнутое и ориентируемое n-мерное многообразие, то, согласно двойственности Пуанкаре, для любого k:
{\displaystyle \beta _{k}(X)=\beta _{n-k}(X).}

## Примеры
1. Последовательность чисел Бетти для окружности {\displaystyle S^{1}}: 1, 1, 0, 0, 0, …;
многочлен Пуанкаре: {\displaystyle 1+x}.
2. Последовательность чисел Бетти для двумерного тора {\displaystyle T^{2}}: 1, 2, 1, 0, 0, 0, …;
многочлен Пуанкаре: {\displaystyle 1+2x+x^{2}=(1+x)^{2}}.
3. Последовательность чисел Бетти для трехмерного тора {\displaystyle T^{3}}: 1, 3, 3, 1, 0, 0, 0, … .
многочлен Пуанкаре: {\displaystyle 1+3x+3x^{2}+x^{3}=(1+x)^{3}}.
4. Аналогично, для n-мерного тора, многочленом Пуанкаре является {\displaystyle (1+x)^{n}}, то есть числа Бетти являются биномиальными коэффициентами.
5. Бесконечномерные пространства могут иметь бесконечную последовательность ненулевых чисел Бетти. К примеру, бесконечномерное комплексное проективное пространство имеет последовательность чисел Бетти 1, 0, 1, 0, 1, … периодичную с периодом 2. В этом случае функция Пуанкаре не является многочленом, представляя собой бесконечный ряд, который является рациональной функцией:
{\displaystyle {\frac {1}{1-x^{2}}}=1+x^{2}+x^{4}+x^{6}+\dotsb .}
  - В общем случае, ряд Пуанкаре выражается рациональной функцией тогда и только тогда, когда последовательность чисел Бетти линейная рекуррентная.